# Guillaume Logiest
Guillaume Logiest (* 1912 in Ledeberg-lez-Gand; † 1991), vor allem als Guy Logiest bekannt, war ein belgischer Militär, der im belgischen UN-Mandatsgebiet Ruanda als hoher Repräsentant eingesetzt wurde.

## Leben
Guillaume Logiest wuchs in Ghent als Sohn einer französischsprachigen Familie auf. Bereits als junger Mann trat er dem Militär bei.
Nachdem er von General Janssens aus Belgisch Kongo  abgezogen wurde, kam er am 4. November 1959 mit seinen Soldaten der Force publique nach Ruanda, um die dortigen Unruhen unter Kontrolle zu bringen. Dort war er vom 11. November 1959 bis Januar 1960 Sonder-Militärgoverneur, später Sonderresident Belgiens und danach bis zur Unabhängigkeit des Landes hoher Repräsentant Belgiens in Ruanda. Er war wesentlich daran beteiligt, dass Belgien nicht länger die Tutsi begünstigte, sondern zu einer Politik der Begünstigung der Hutu überging. Anfang 1960 ersetzte Logiest alle Tutsi-Häuptlinge durch Hutu-Häuptlinge und verlagerte damit das zur Kolonialzeit vorherrschende Machtverhältnis. In der Folge kam es zu einer systematischen Unterdrückung der ehemals herrschenden Tutsi. Mehr als 7.000 Tutsi wurden inhaftiert und 15.000 wurden umgesiedelt. Dazu kam ein Massenexodus von 130.000 Tutsi, die sich im Belgisch Kongo, Burundi, Tanganjika und Uganda ansiedelten. Auch kam es vereinzelt zu Pogromen. 1961, nach den ersten freien Wahlen in Ruanda, erklärte er, dass die Revolution beendet sei. Tatsächlich dauerten die Probleme aber weiter an. Die hochbrisante Situation, die sich auch Jahre später nur wenig entspannte, eskalierte dann in den 1990ern beim Völkermord von Ruanda.
1988 erschien seine Autobiografie Mission au Rwanda, die insbesondere seine Rolle im Ruanda-Konflikt behandelte.

## Werke
- Mission au Rwanda. Büssel: Diedier Hatier 1988.